# 三岔乡 (临潭县)
三岔乡，是中华人民共和国甘肃省甘南藏族自治州临潭县下辖的一个乡镇级行政单位。

## 行政区划
三岔乡下辖以下地区：
斜沟村、高楼子村、半沟村、直沟村和岳家河村。